# Brug 689
Brug 689 is een kunstwerk in Amsterdam Nieuw-West. Hoewel genummerd als brug, is zij een viaduct.
Het bouwwerk is gelegen in de Cornelis Lelylaan, deel van Stadsroute 106, en verbindt de Derkinderenstraat met de Schipluidenlaan.. De Cornelis Lelylaan werd in 1961/1962 verhoogd aangelegd om een geheel kruisingsvrije weg te verkrijgen tussen het Surinameplein en de Westelijke Tuinsteden. Daartoe werd de weg op een dijklichaam aangelegd en werden er tot het eind bij Meer en Vaart tien kunstwerken gebouwd, waaronder een van de grootste viaducten van Amsterdam destijds, brug 705 over de Johan Huizingalaan.
Op 14 juli 1962 opende mevrouw Didi van 't Hull-Ras, echtgenote van Wethouder Publieke Werken Goos van 't Hull de Cornelis Lelylaan. Het ontwerp van de bruggen was van de Dienst der Publieke Werken. De ontwerper van de brug is niet bekend, maar het viaduct vertoont in haar uiterlijk veel overeenkomsten met brug 705 waarvan bekend is dat zij van de hand is van Dirk Sterenberg.
Met name de kelkvormige pijlers wijzen op Sterenbergs invloed (zie brug 705). De toenmalige stijl van de dienst is terug te vinden in het witte/blanke beton met daarop blauwe leuningen in een strak rechthoekig motief. Ze lijkt daarbij ook nog eens op brug 688 aan de andere kant van Rijksweg 10, met name in de overspanning. De architect koos hier echter voor een andere oplossing voor de verdeling. In het midden heeft het een overspanning van de rijweg van 14,90 meter. Aan beide zijden daarvan bevinden zich genoemde pijlers, weer verder naar buiten volgen ongeveer vijf meter brede trottoirs en fietspaden. In de lengterichting van de tunnel gekeken (of dwars op het viaduct) lijken voetgangers en fietsers zich in een koker van 39 meter lengte te moeten verplaatsen.
Onderdeel van het bouwwerk zijn twee trappen naar de bovenliggende haltes van de tramlijnen 1, 17 en 27 die aan de westkant van het viaduct liggen. Voor mindervaliden is deze halte niet toegankelijk door het ontbreken van een lift.
In 2022 werd tussen de pijlers het lichtkunstwerk ‘Origin’ van Vendel en de Wolf aangebracht.
<<< · 600 · 601 · 602 · 603 · 604 · 605 · 606 · 607 · 608 · 609 · 610 · 611 · 612 · 613 · 614 · 615 · 616 · 617 · 618 · 619 · 620 · 621 · 622 · 623 · 624 · 626 · 627 · 628 · 629 · 630 · 631 · 632 · 633 · 634 · 635 · 636 · 637 · 638 · 639 · 643 · 651 · 652 · 653 · 655 · 656 · 657 · 658 · 659 · 660 · 661 · 662 · 663 · 664 · 665 · 666 · 667 · 668 · 669 · 670 · 671 · 673 · 674 · 675 · 676 · 677 · 678 · 679 · 681 · 682 · 683 · 684 · 685 · 687 · 688 · 689 · 690 · 691 · 692 · 695 · 696 · 699 · >>>
Verdwenen brugnummers: 625 (afgebroken brug Sam van Houtenstraat), 640, 644, 645, 646, 647, 648, 650, 672 (duiker Cornelis Lelylaan, Rembrandtpark), 694, 698.
Nooit gebouwd: 649, 680 (nooit gebouwde brug Sloterplas).
Brugnummers 641, 642, 654, 686, 693, 694 en 697 zijn onbekend.